# Anthony Boyle
Anthony Boyle (Belfast, Irlanda del Nord, 8 de juny del 1994) és un actor nord-irlandès més conegut pel seu paper com a Scorpius Malfoy en l'espectacle teatral britànic Harry Potter i el llegat maleït (2016) pel que guanyà el premi al millor debut al West End dels West End Frame Awards Boyle anà al Col·legi de la Salle de Belfast i l'Institut d'Educació General de St. Louise. El 2013 va començar la seva instrucció a la Reial Escola Gal·lesa de Música i Teatre de Cardiff abans de graduar-se el 2016 com a bachelor of arts (amb honors) en Actuació.

## Treballs
| Any  | Títol                           | Paper                              | Format    | Notes                                                          |
| ---- | ------------------------------- | ---------------------------------- | --------- | -------------------------------------------------------------- |
| 2013 | Onus                            | Keiran Flynn                       | Film      | Yellow Fever Productions Arxivat 2015-05-12 a Wayback Machine. |
| 2013 | Herons                          | Aaron                              | Teatre    | Pintsized Productions                                          |
| 2014 | Otel·lo                         | Iago                               | Teatre    | RWCMD                                                          |
| 2014 | Joc de trons                    | Bolton Guard                       | Televisió | Temporada 4, episodi 6                                         |
| 2015 | East Belfast Boy                | Davey (i coescriptor)              | Teatre    | Partisan Productions                                           |
| 2015 | In Arabia We'd All Be Kings     | Skank                              | Teatre    | Richard Burton Theatre Company                                 |
| 2015 | La feréstega domada             | Biondello, Curtis, Merchant, Vídua | Teatre    | Richard Burton Theatre Company                                 |
| 2015 | Mojo                            | Baby                               | Teatre    |                                                                |
| 2015 | Frankenstein                    | La Criatura                        | Ràdio     | RWCMD (amb Big Finish Productions)                             |
| 2016 | Harry Potter i el llegat maleït | Scorpius Malfoy                    | Teatre    |                                                                |
| 2016 | The Party                       | Mickey Magee                       | Film      | Pel·lícula curta                                               |
| 2016 | The Lost City of Z              | Corredor de trinxera               | Film      |                                                                |
| 2016 | The Journey                     | Ian Paisley jove                   | Film      | Pel·lícula                                                     |
| 2017 | Derry Girls                     | David Donnelly                     | Sèrie     |                                                                |
| 2019 | Tolkien                         | Geoffrey Bache Smith               | Film      |                                                                |
| 2024 | No diguis res                   | Brendan Hughes                     | Sèrie     |                                                                |